# Zengdu
Zengdu (曾都区; Pinyin: Zēngdū Qū) ist ein Stadtbezirk der bezirksfreien Stadt Suizhou in der chinesischen Provinz Hubei. Er hat eine Fläche von 1.427 km² und zählt rund 639.200 Einwohner (Stand: Ende 2019). Sein Regierungssitz liegt im Straßenviertel  Xicheng (西城街道).

## Administrative Gliederung
Auf Gemeindeebene setzte sich der Stadtbezirk aus vier Straßenvierteln, fünf Großgemeinden, einem Industriegebiet und einem Wirtschaftsentwicklungsgebiet zusammen.